# Maira lauta
Maira lauta är en tvåvingeart som beskrevs av Wulp 1885. Maira lauta ingår i släktet Maira och familjen rovflugor. Inga underarter finns listade i Catalogue of Life.